# Everyday I Love You Less and Less
Everyday I Love You Less And Less è il terzo singolo estratto dall'album Employment, album di debutto della band inglese Kaiser Chiefs. Il singolo venne pubblicato il 16 maggio 2005.

## Tracce
- 7" (limited edition picture disc):

1. Everyday I Love You Less and Less (Mark "Spike" Stent Remix)
2. The Letter Song

- CD:

1. Everyday I Love You Less and Less (Mark "Spike" Stent Remix)
2. Another Number (The Cribs cover)

- Maxi-CD:

1. Everyday I Love You Less and Less (Mark "Spike" Stent Remix)
2. Seventeen Cups
3. Not Surprised
4. Everyday I Love You Less and Less (Enhanced Video)